# Bubble and squeak (plat)
Pour les articles homonymes, voir Bubble and squeak.

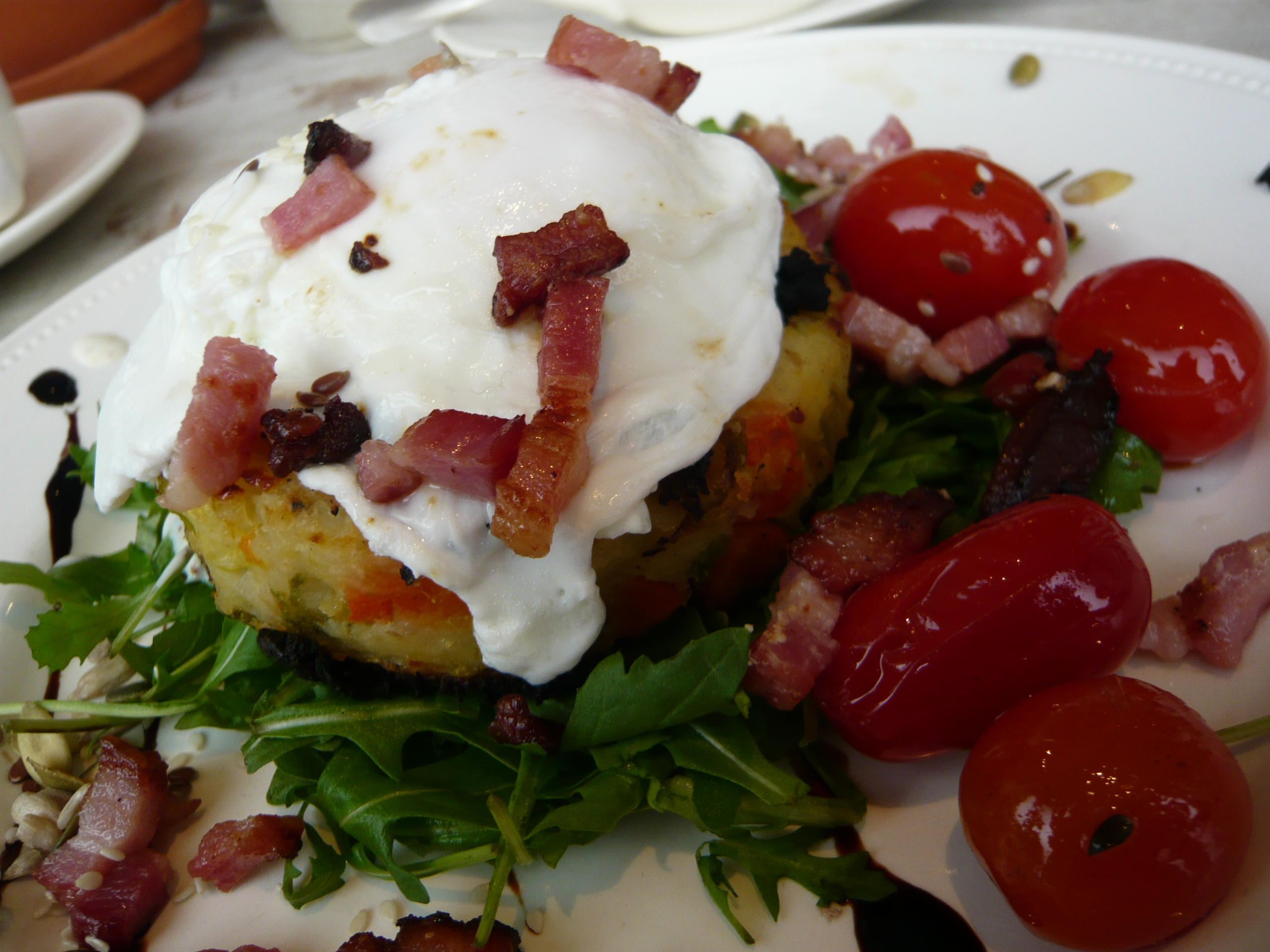
Bubble and squeak surmonté d'un œuf poché.

Le bubble and squeak (parfois juste appelé bubble) est un mets traditionnel anglais, fait avec des restes de légumes frits d'un plat de rôti du dimanche. Les ingrédients principaux sont la pomme de terre et le chou, mais des carottes, des pois, des choux de Bruxelles et d'autres légumes peuvent être ajoutés.
Il est normalement servi avec des restes de rôti froid et des pickles. Dans la version traditionnelle, la viande était ajoutée au bubble and squeak lui-même mais, de nos jours, la version végétarienne est plus commune. Les légumes froids moulinés (et la viande hachée froide si on en utilise) sont mis à frire dans une casserole, avec de la purée de pommes de terre jusqu'à ce que le mélange soit bien cuit et brunisse sur les côtés.
Son nom veut dire « bulle et couic » en anglais. Il y a diverses théories quant à l'origine de son nom, l'une d'entre elles étant qu'il décrit l'action et le bruit faits pendant la cuisson (squeak étant une onomatopée).
Des versions congelées ou en conserve sont commercialisées en Angleterre. Le nom bubble and squeak est employé dans l'ensemble du Royaume-Uni. Dans certaines régions du pays, on appelle ce mets également bubble and scrape ou fry up.

## Plats similaires
- Biksemad du Danemark,
- Colcannon d'Irlande,
- Pyttipanna de Suède,
- Rumbledethumps d'Écosse,
- Stamppot des Pays-Bas,
- Trinxat du nord-est de l'Espagne et d'Andorre.